# Colleville
Colleville es una comuna francesa situada en el departamento de Sena Marítimo, en la región de Normandía.

## Demografía
| 488 | 490 | 492 | 594 | 671 | 703 | 765 |
| Para los censos de 1962 a 1999 la población legal corresponde a la población sin duplicidades (Fuente: INSEE [Consultar]) |     |     |     |     |     |     |